# (10301) Kataoka
(10301) Kataoka est un astéroïde de la ceinture principale.

## Description
(10301) Kataoka est un astéroïde de la ceinture principale. Il fut découvert le 30 mars 1989 à Kitami par Kin Endate et Kazuro Watanabe. Il présente une orbite caractérisée par un demi-grand axe de 2,25 UA, une excentricité de 0,10 et une inclinaison de 2,7° par rapport à l'écliptique.

## Compléments